# 韦尔图
韦尔图（法語：Vertou，法語發音：[vɛʁtu] ⓘ），法国西部城市，卢瓦尔河地区大区大西洋卢瓦尔省的一个市镇，隶属于南特区，其市镇面积为35.68平方公里，2022年1月1日时人口数量为26,048人，在法国城市中排名第341位。
韦尔图位于大西洋卢瓦尔省南部，南特塞夫尔河畔，南特市区东南，是省会南特的一个近郊卫星城。

## 地名来源
根据当地官方网站的论述，“Vertou”一名最初以凯尔特语“Vertaw”的形式出现，其拉丁语转写为“Vertavum”，该名称的来源及含义尚有待考证。
韦尔图所处区域历史上曾通行布列塔尼语，“Vertou”在布列塔尼语维基百科中被标记为“Gwerzhav”。

## 历史

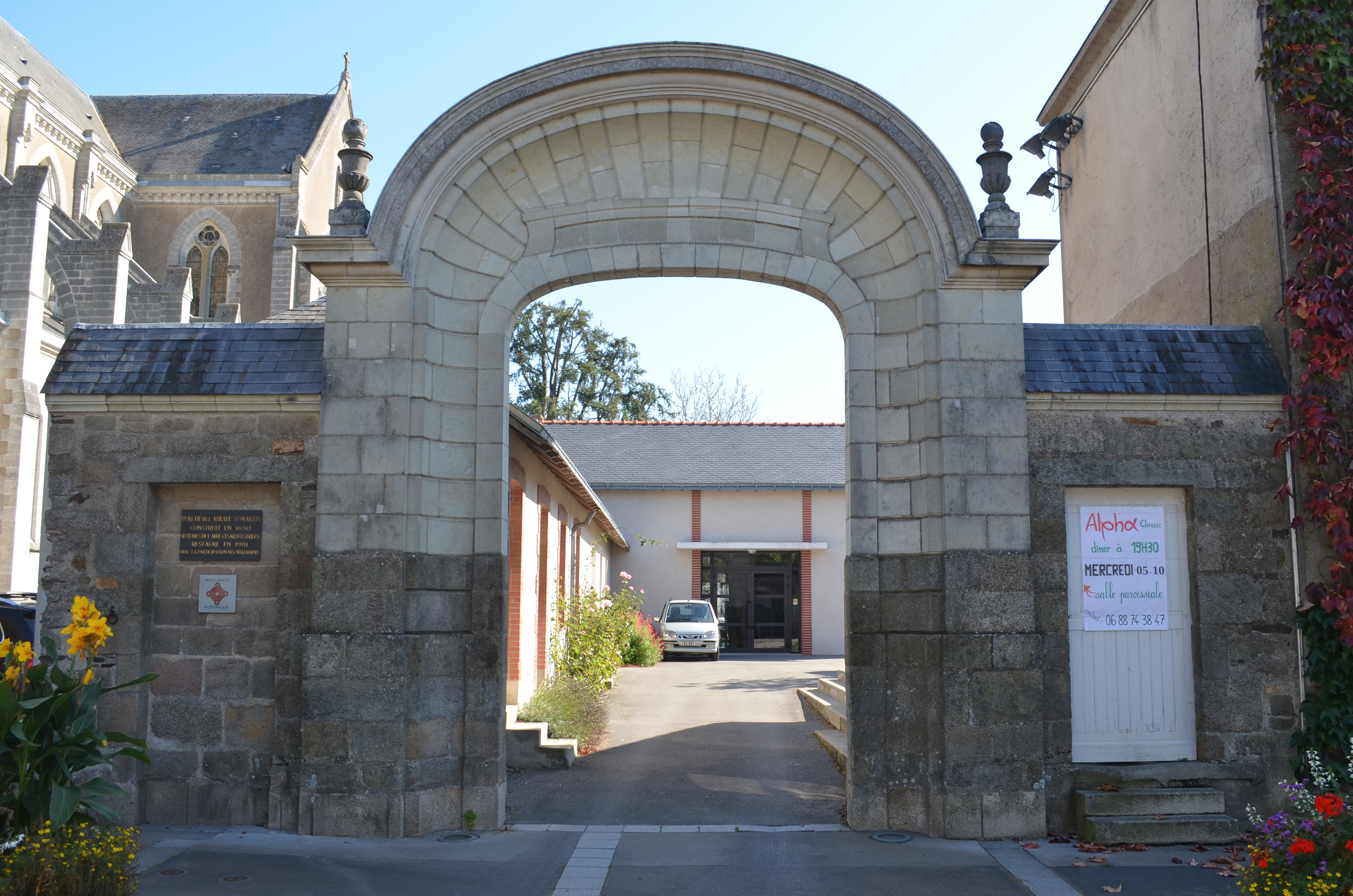
圣马丁修道院

韦尔图的早期历史尚不清楚。根据当地官方网站的论述，公元576年，南特主教韦尔图的马丁在韦尔图兴建一座教堂，后又于600年在此创建了两处修道院。中世纪中期，诺曼军队曾入侵南特地区，韦尔图修道院的道士一度外逃至法兰西内陆的圣茹安德马尔讷，直至10世纪末才返回。16世纪时，得益于南特塞夫尔河航路的开辟，韦尔图出现了葡萄酒及农产品集市。在路易十四统治期间，南特塞夫尔河韦尔图段新建了一处船闸。法国大革命后，韦尔图成为下卢瓦尔省（1957年更名为“大西洋卢瓦尔省”）的一个市镇。1793年8月底，旺代保皇军队和共和国军队在韦尔图发生激烈交战，最终未能成功，该战役使得韦尔图镇中心遭到严重破坏，多处建筑被毁。1794年9月，旺代军队再次偷袭共和国军营但依旧失败。1865年，韦尔图西侧的部分区域被划出，成为新市镇莱索里尼耶尔的组成部分。1866年，途径韦尔图的南特－桑特铁路建成通车。1887年，韦尔图镇中心的圣马丁教堂恢复重建。自20世纪以来，得益于南特的城市扩张，韦尔图的居民数量逐年增加，当地出现了多处新兴居民区及公共设施。连接南特和韦尔图之间的南特大容量公交4号线及城际电车分别于2006年和2011年建成。

## 地理

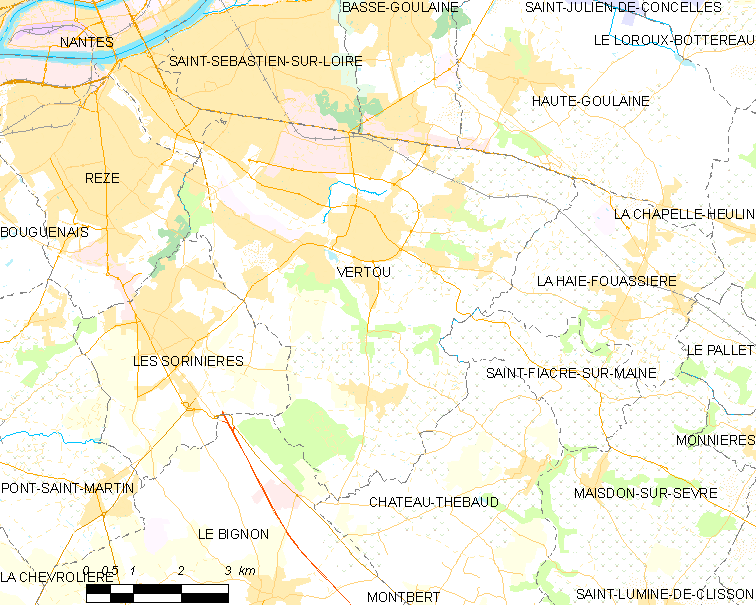
韦尔图市镇范围地图

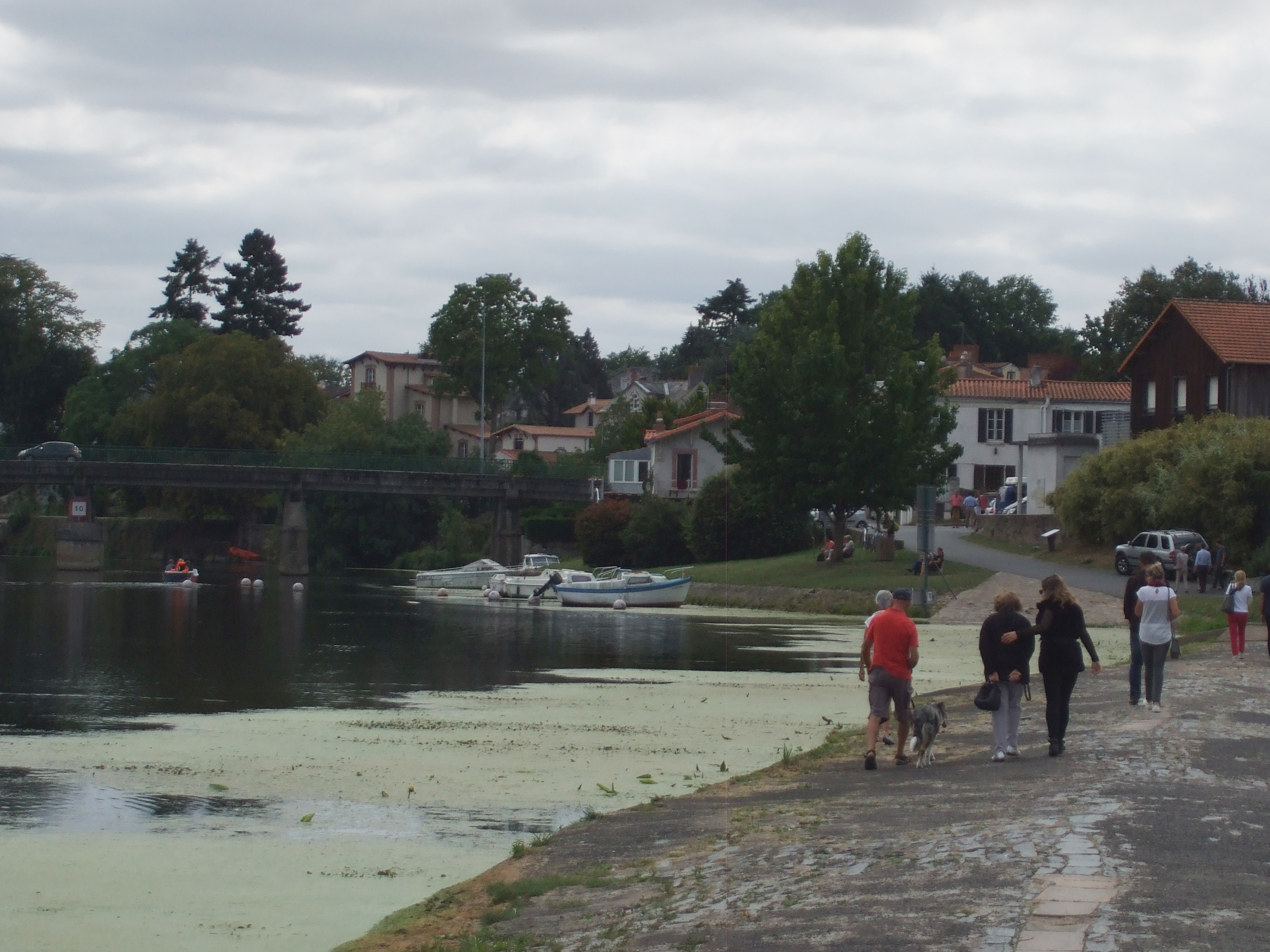
南特塞夫尔河韦尔图段

韦尔图位于法国西部，卢瓦尔河地区大区西部和大西洋卢瓦尔省南部，距离省会南特大约10公里。与韦尔图接壤的市镇包括：南特、卢瓦尔河畔圣塞巴斯蒂安、下古莱讷、上古莱讷、勒泽、莱索里尼耶尔、拉艾富阿西耶尔、曼恩河畔圣菲亚克、勒比尼翁和泰博堡。

### 地形
韦尔图位于卢瓦尔河下游平原腹地，境内以平原为主，南特塞夫尔河对地表有一定的侵蚀作用，故部分河岸地带有明显高差，除此之外韦尔图市镇中心整体地势较为平坦，全境海拔在1到56米之间。

### 水文
韦尔图位于卢瓦尔河流域范围内，南特塞夫尔河自东南向西北流经韦尔图镇中心，其右岸支流韦托讷河（La Vettonne）在此与其交汇。

### 植被
韦尔图属于温带阔叶混交林区，林地广泛分布于河流附近，勒卢瓦里公园（Parc du Loiry）、杜沃公园（Parc de la Douve）等是当地主要的城市绿地。
在鲜花城市的评比中，韦尔图被评为3星级鲜花城市。

### 气候
韦尔图在柯本气候分类法中属于温带海洋性气候（Cfb），全年温差较小，降水分布均匀。
距离韦尔图最近的常年气象站为位于布格奈境内的南特机场气象站，以下为该气象站的数据：
| 布格奈-南特机场 1981年－2022年 | 布格奈-南特机场 1981年－2022年 | 布格奈-南特机场 1981年－2022年 | 布格奈-南特机场 1981年－2022年 | 布格奈-南特机场 1981年－2022年 | 布格奈-南特机场 1981年－2022年 | 布格奈-南特机场 1981年－2022年 | 布格奈-南特机场 1981年－2022年 | 布格奈-南特机场 1981年－2022年 | 布格奈-南特机场 1981年－2022年 | 布格奈-南特机场 1981年－2022年 | 布格奈-南特机场 1981年－2022年 | 布格奈-南特机场 1981年－2022年 | 布格奈-南特机场 1981年－2022年 |
| 月份                           | 1月                            | 2月                            | 3月                            | 4月                            | 5月                            | 6月                            | 7月                            | 8月                            | 9月                            | 10月                           | 11月                           | 12月                           | 全年                           |
| ------------------------------ | ------------------------------ | ------------------------------ | ------------------------------ | ------------------------------ | ------------------------------ | ------------------------------ | ------------------------------ | ------------------------------ | ------------------------------ | ------------------------------ | ------------------------------ | ------------------------------ | ------------------------------ |
| 历史最高温 °C（°F）            | 18.2 (64.8)                    | 22.6 (72.7)                    | 23.8 (74.8)                    | 28.3 (82.9)                    | 32.8 (91.0)                    | 39.1 (102.4)                   | 42 (108)                       | 39.2 (102.6)                   | 35.1 (95.2)                    | 30.2 (86.4)                    | 21.8 (71.2)                    | 18.4 (65.1)                    | 40.3 (104.5)                   |
| 平均高温 °C（°F）              | 9 (48)                         | 9.9 (49.8)                     | 13 (55)                        | 15.5 (59.9)                    | 19.2 (66.6)                    | 22.7 (72.9)                    | 24.8 (76.6)                    | 25 (77)                        | 22.1 (71.8)                    | 17.5 (63.5)                    | 12.4 (54.3)                    | 9.3 (48.7)                     | 16.7 (62.1)                    |
| 日均气温 °C（°F）              | 6 (43)                         | 6.4 (43.5)                     | 8.9 (48.0)                     | 11 (52)                        | 14.5 (58.1)                    | 17.6 (63.7)                    | 19.6 (67.3)                    | 19.6 (67.3)                    | 17 (63)                        | 13.5 (56.3)                    | 9 (48)                         | 6.3 (43.3)                     | 12.5 (54.5)                    |
| 平均低温 °C（°F）              | 3.1 (37.6)                     | 2.9 (37.2)                     | 4.8 (40.6)                     | 6.4 (43.5)                     | 9.9 (49.8)                     | 12.6 (54.7)                    | 14.4 (57.9)                    | 14.2 (57.6)                    | 11.9 (53.4)                    | 9.4 (48.9)                     | 5.7 (42.3)                     | 3.4 (38.1)                     | 8.2 (46.8)                     |
| 历史最低温 °C（°F）            | −13 (9)                        | −15.6 (3.9)                    | −9.6 (14.7)                    | −3 (27)                        | −1.5 (29.3)                    | 3.8 (38.8)                     | 5.8 (42.4)                     | 5.6 (42.1)                     | 2.8 (37.0)                     | −3.3 (26.1)                    | −6.8 (19.8)                    | −10.8 (12.6)                   | −15.6 (3.9)                    |
| 平均降水量 mm（）              | 86.4 (3.40)                    | 69 (2.7)                       | 60.9 (2.40)                    | 61.4 (2.42)                    | 66.2 (2.61)                    | 43.4 (1.71)                    | 45.9 (1.81)                    | 44.1 (1.74)                    | 62.9 (2.48)                    | 92.8 (3.65)                    | 89.7 (3.53)                    | 96.8 (3.81)                    | 819.5 (32.26)                  |
| 月均日照時數                   | 73.2                           | 97.3                           | 141.3                          | 169.8                          | 189                            | 206.5                          | 213.7                          | 226.8                          | 193.8                          | 118.2                          | 85.8                           | 76.1                           | 1,791.5                        |
| 来源：infoclimat.fr            |                                |                                |                                |                                |                                |                                |                                |                                |                                |                                |                                |                                |                                |

## 行政区划
韦尔图的市镇编号为44215，邮政编号为44120。
在行政管理方面，韦尔图隶属于法国卢瓦尔河地区大区大西洋卢瓦尔省南特区；在地方选举方面，韦尔图是韦尔图县的中央投票站所在地，其市镇范围全境被划入大西洋卢瓦尔省第十选区；在社会管理方面，韦尔图是南特都会区的组成部分。
韦尔图市政府在当地实行民众参与制度。截至2024年2月，韦尔图市镇范围内暂无任何城市敏感街区及城市政策优先街区。
法国国家统计与经济研究所（简称）在进行数据统计时，将韦尔图及相邻的另外23个市镇设为南特城市核心区（2020年调整至共22个），并将包括核心区在内的周边共108个市镇划为南特城市区。自2020年起，南特城市区被包含116个市镇的南特城市辐射区代替。此外，还将韦尔图市镇分为了8个“块区”（IRIS），以便于统计人口分布情况。

## 交通

### 公路
南特环城公路东南段和A83高速公路在韦尔图境内西北部交汇，另有省道D58线、D59线、D76线和D105线在韦尔图境内交汇。卢瓦尔河地区大区公共交通（商业名称为“Aleop”）下属的大西洋卢瓦尔省城际客运332线（校车线路）经停韦尔图，可前往曼恩河畔圣菲亚克和泰博堡。
2020年，86.1%的韦尔图家庭拥有至少一辆私人汽车。2021年，韦尔图境内共发生各类交通事故2起，造成2人受伤，其中1人重伤。
|  | 11 |

| 南特 | 10 |

| 勒泽 | 9 |

| 克利松 | 21 |

### 铁路

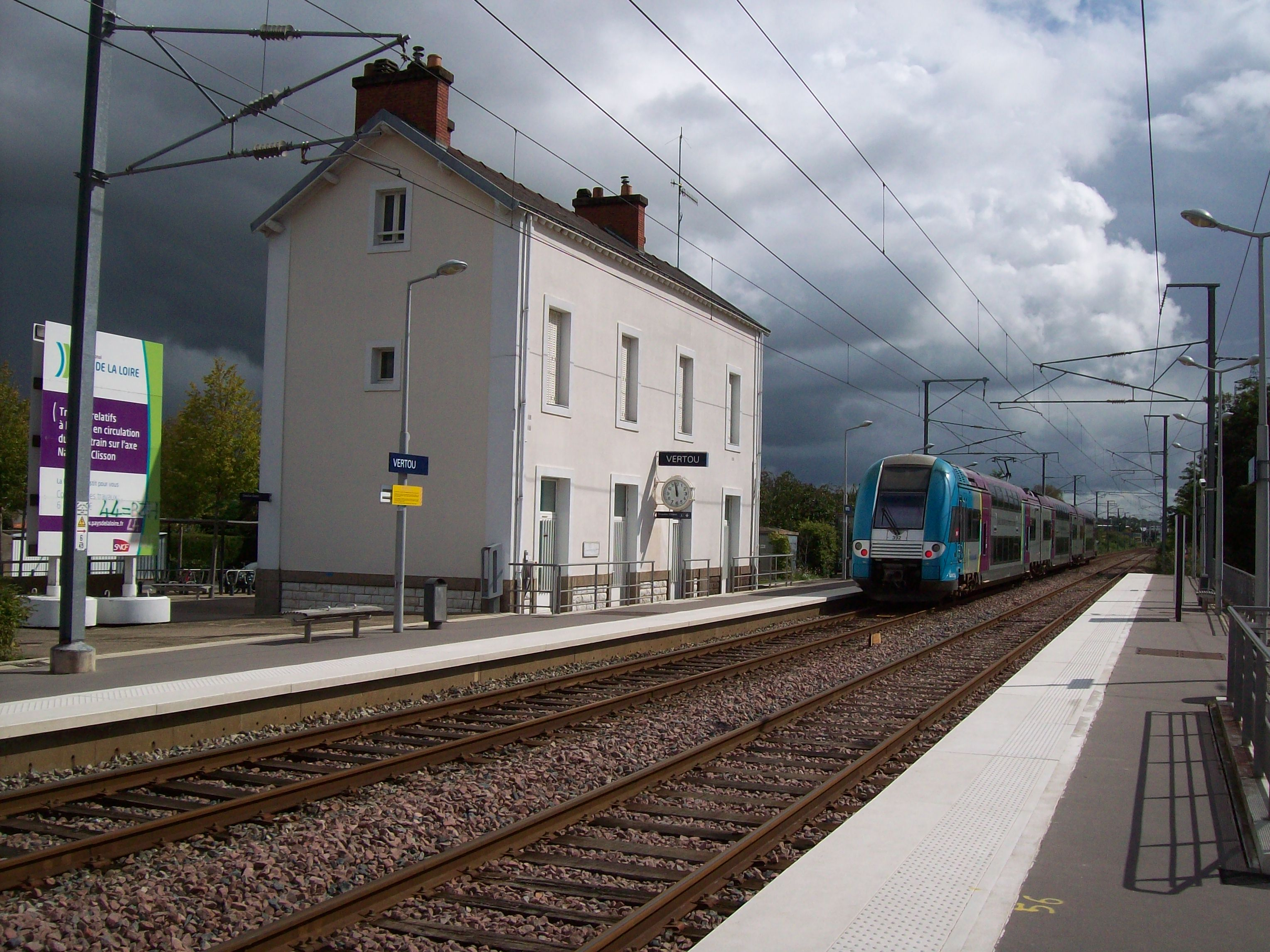
韦尔图火车站内的股道

韦尔图位于南特－桑特铁路上。韦尔图站位于市区北部，该停靠南特—克利松有轨电车。

### 航空
韦尔图距离南特机场的公路里程大约13公里。

### 城市公共交通
韦尔图是南特城市公共交通（商业名称为“Naolib”）的服务范围。截至2024年2月，该系统共包括三条有轨电车线路、两条大容量公交线路和数十条普通公交线路，其中南特大容量公交4号线的南侧起点位于韦尔图境内的“韦尔图门”（Porte de Vertou），此外还有南特公交E4线、28路、42路、47路、60路和97路经过韦尔图境内并设有站点。

## 政治

### 市政内阁

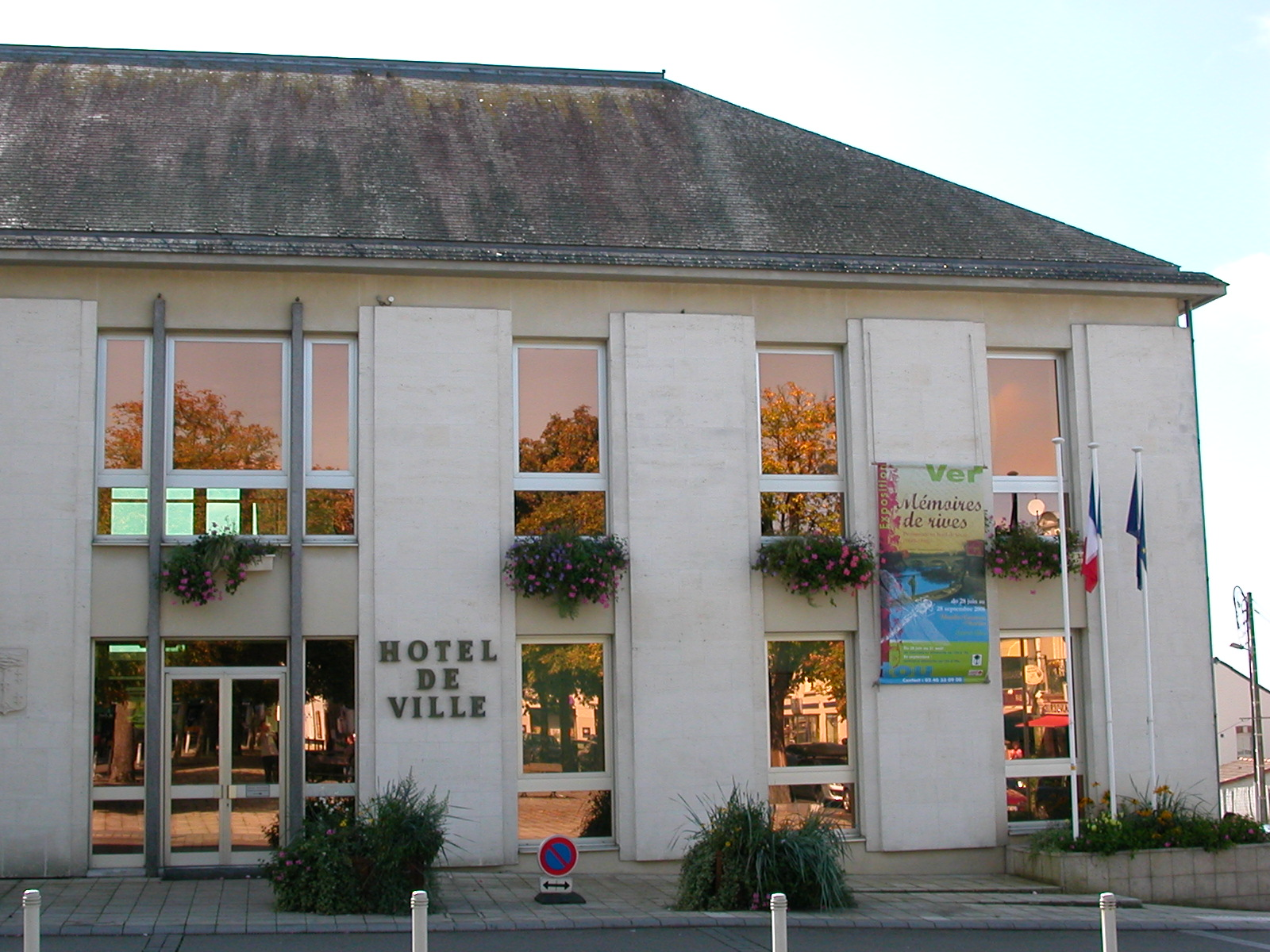
韦尔图市政厅

韦尔图的现任市长为鲁道夫·阿马扬先生（Rodolphe AMAILLAND），他是一名右翼无党派人士，在2020年的市政选举中获得了54.63%的支持率。
| 韦尔图历届市长      | 韦尔图历届市长                   | 韦尔图历届市长                               |
| 任期                | 市长                             | 党派                                         |
| ------------------- | -------------------------------- | -------------------------------------------- |
| 1944年－1946年      | Henri SAUVAGE 亨利·索瓦热        | 不详                                         |
| 1946年（1月至10月） | Auguste SAUPIN 奥古斯特·索潘     | RAD激进党                                    |
| 1946年－1947年      | Marcel RONDEAU 马塞尔·龙多       | 不详                                         |
| 1947年－1956年      | Henri LESAGE 亨利·勒萨热         | 不详                                         |
| 1956年－1959年      | Ernest GUICHET 埃内斯特·吉谢     | 不详                                         |
| 1959年－1971年      | Auguste PRIOU 奥古斯特·普里乌    | DVD右翼无党派人士                            |
| 1971年－1995年      | Luc DEJOIE 吕克·德茹瓦           | UDR共和国保卫联盟 →RPR保衛共和聯盟           |
| 1995年－2014年      | Laurent DEJOIE 洛朗·德茹瓦       | RPR保衛共和聯盟 →UMP人民运动联盟             |
| 2014年－            | Rodolphe AMAILLAND 鲁道夫·阿马扬 | UMP人民运动联盟 →LR共和黨 →DVD右翼无党派人士 |

### 各级选举
| 韦尔图历届投票选举结果 | 韦尔图历届投票选举结果 | 韦尔图历届投票选举结果 | 韦尔图历届投票选举结果 | 韦尔图历届投票选举结果      | 韦尔图历届投票选举结果 | 韦尔图历届投票选举结果 | 韦尔图历届投票选举结果      | 韦尔图历届投票选举结果 | 韦尔图历届投票选举结果 |
| 选举项目               | 选举范围               | 选区单位               | 选区单位内的选举结果   | 选区单位内的选举结果        | 选区单位内的选举结果   | 选区单位内的选举结果   | 选区单位内的选举结果        | 选区单位内的选举结果   | 参考资料               |
| 选举项目               | 选举范围               | 选区单位               | 第一轮胜出者           | 第一轮胜出者                | 支持率                 | 第二轮胜出者           | 第二轮胜出者                | 支持率                 | 参考资料               |
| ---------------------- | ---------------------- | ---------------------- | ---------------------- | --------------------------- | ---------------------- | ---------------------- | --------------------------- | ---------------------- | ---------------------- |
| 2017年法國總統選舉     | 法國                   | 市镇                   |                        | 埃马纽埃尔·马克龙           | 33.86%                 |                        | 埃马纽埃尔·马克龙           | 84.2%                  | [ 27 ]                 |
| 2017年法国立法选举     | 大西洋卢瓦尔省第十选区 | 市镇                   |                        | 索菲·埃朗特                 | 44.23%                 |                        | 索菲·埃朗特                 | 60.99%                 | [ 27 ]                 |
| 2019年欧洲议会选举     | 法國                   | 市镇                   |                        | 纳塔莉·卢瓦索               | 30.52%                 | （不适用）             | （不适用）                  | （不适用）             | [ 29 ]                 |
| 2021年法国省级选举     | 大西洋卢瓦尔省         | 县                     |                        | 鲁道夫·阿马扬 阿涅丝·帕拉戈 | 58.16%                 |                        | 鲁道夫·阿马扬 阿涅丝·帕拉戈 | 58.85%                 | [ 30 ]                 |
| 2021年法国省级选举     | 大西洋卢瓦尔省         | 市镇                   |                        | 鲁道夫·阿马扬 阿涅丝·帕拉戈 | 62.29%                 |                        | 鲁道夫·阿马扬 阿涅丝·帕拉戈 | 62.37%                 | [ 30 ]                 |
| 2021年法国大区选举     |                        | 市镇                   |                        | 克丽丝泰勒·莫朗赛           | 37.96%                 |                        | 克丽丝泰勒·莫朗赛           | 46.92%                 | [ 31 ]                 |
| 2022年法国总统选举     | 法國                   | 市镇                   |                        | 埃马纽埃尔·马克龙           | 38.47%                 |                        | 埃马纽埃尔·马克龙           | 76.76%                 | [ 27 ]                 |
| 2022年法国立法选举     | 大西洋卢瓦尔省第十选区 | 市镇                   |                        | 索菲·埃朗特                 | 35.37%                 |                        | 索菲·埃朗特                 | 58.93%                 | [ 27 ]                 |
| 2024年欧洲议会选举     | 法國                   | 市镇                   |                        | 拉斐爾·格魯克斯曼           | 21.96%                 | （不适用）             | （不适用）                  | （不适用）             | [ 27 ]                 |
| 2024年法国立法选举     | 大西洋卢瓦尔省第十选区 | 市镇                   |                        | 索菲·埃朗特                 | 33.34%                 |                        | 索菲·埃朗特                 | 48.27%                 | [ 27 ]                 |

## 人口
2021年，韦尔图市镇人口数量为26,002，在法国排名第341位。其中男性12,498人，女性13,381人，75岁及以上人口占7.9%，外籍人口数量为711人，人口密度为729人/平方公里，当地居民被称为（男性）或（女性）。2022年，韦尔图境内出生269人，死亡人口205人。
| 韦尔图1901年－2021年人口变化情况 |
|                                  |
| 数据来源：Cassini、INSEE         |

## 经济

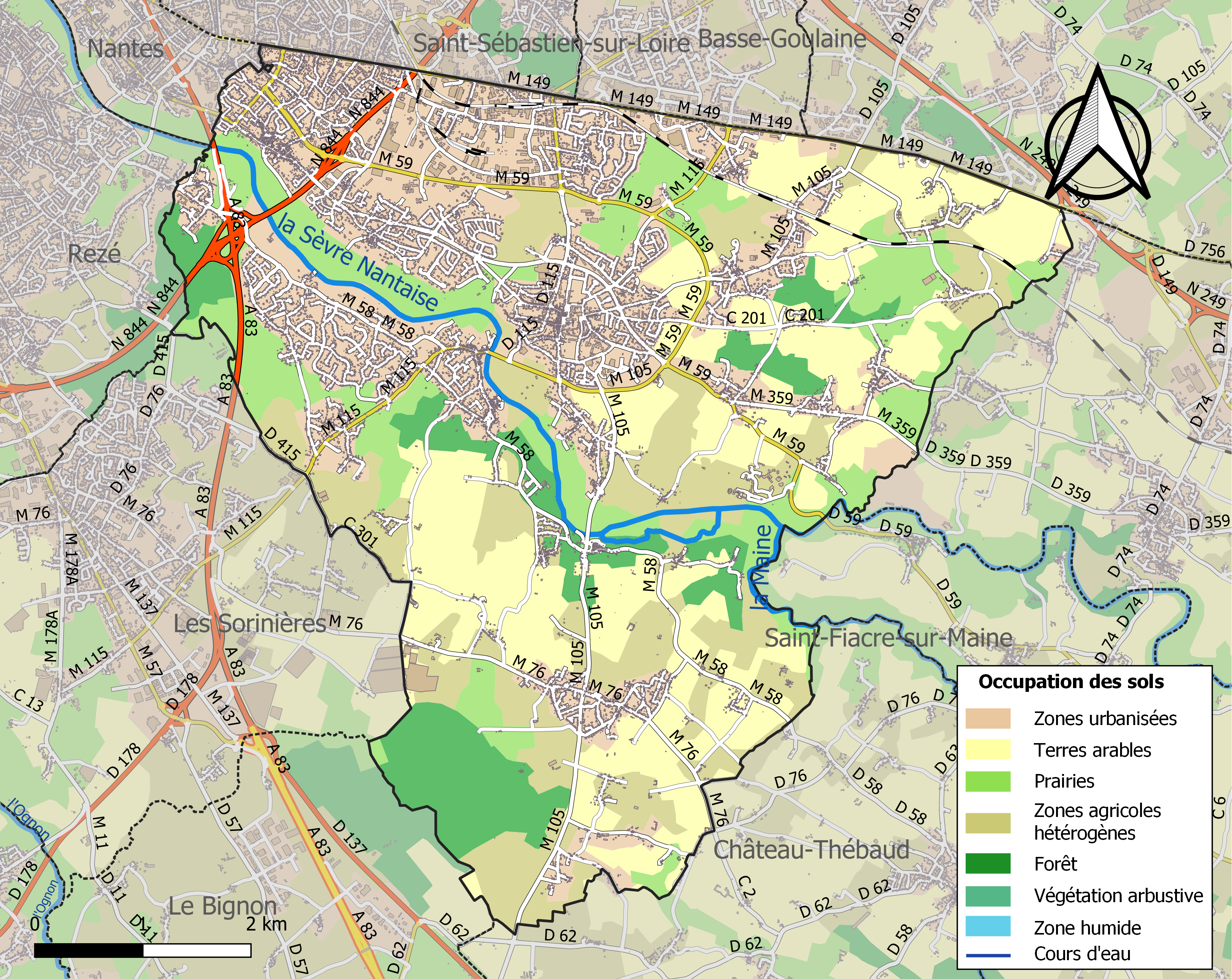
韦尔图土地利用情况地图

韦尔图是南特的一个近郊卫星城，也是一个区域性的中心城市。截至2024年2月，韦尔图市镇范围内共有各类用人单位（包含自雇）4,054家，平均历史为13年，其中94.55%为中小型企业（PME），2023年12月至2024年2月间，当地的经济活力指数为0.37%。Maisons du Monde France（家居装饰品销售）、（医疗）及（老年康复）是当地2021年营业额最高的三个企业，分别为1,082,419,258欧元、191,655,642欧元和73,614,478欧元。

## 财政与居民收入
2022年，韦尔图的财政收入总额为28,434,800欧元，财政支出总额为25,567,800欧元，当年的债务总额为6,796,140欧元。2022年，韦尔图市镇通过增值税获得785,880欧元的收入，此外当地还共获得了448,880欧元的国家直接财政补助。
| 韦尔图居民收入情况                               | 韦尔图居民收入情况 | 韦尔图居民收入情况    | 韦尔图居民收入情况 |
| 内容                                             | 韦尔图             | 法国                  | 统计年份           |
| ------------------------------------------------ | ------------------ | --------------------- | ------------------ |
| 征税家庭总数                                     | 11,076             | 1,081（法国市镇平均） | 2022年             |
| 居民平均月收入                                   | 2,869欧元          | 2,435欧元             | 2022年             |
| 高级职员人均月收入                               | 4,356欧元          | 4,331欧元             | 2021年             |
| 中级职员人均月收入                               | 2,460欧元          | 2,470欧元             | 2021年             |
| 普通职员人均月收入                               | 1,858欧元          | 1,801欧元             | 2021年             |
| 贫困率                                           | 6%                 | 14.5%                 | 2020年             |
| 青壮年（15至64岁）失业率                         | 7.4%               | 7.4%                  | 2020年             |
| 征税家庭数量占比                                 | 888                | 45.5%                 | 2020年             |
| 家庭年均纳税                                     | 5,267欧元          | 4,393欧元             | 2022年             |
| 资料来源：INSEE、L'Internaute、Le Journal du Net |                    |                       |                    |

## 社会事务

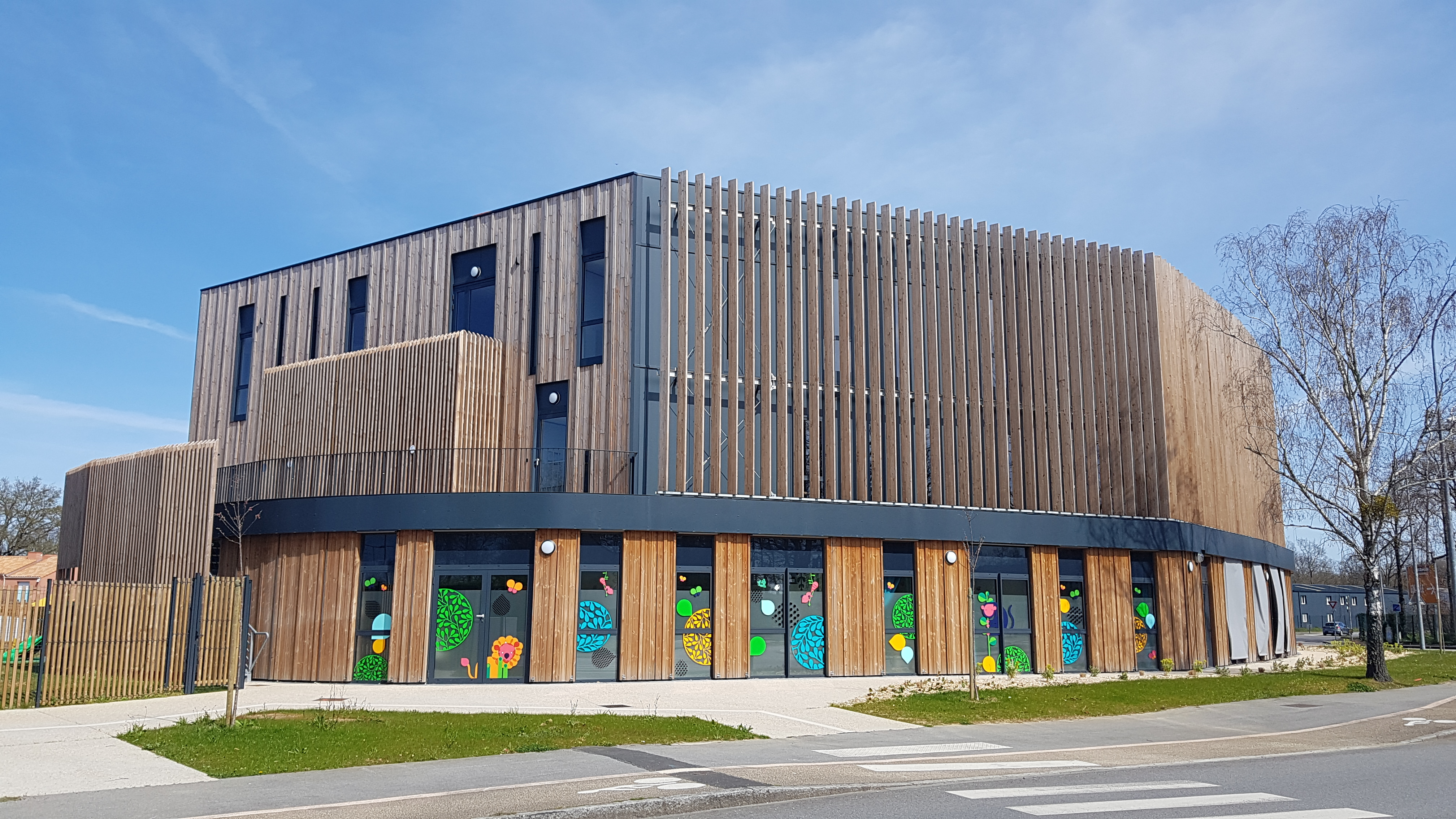
韦尔图的一所学校

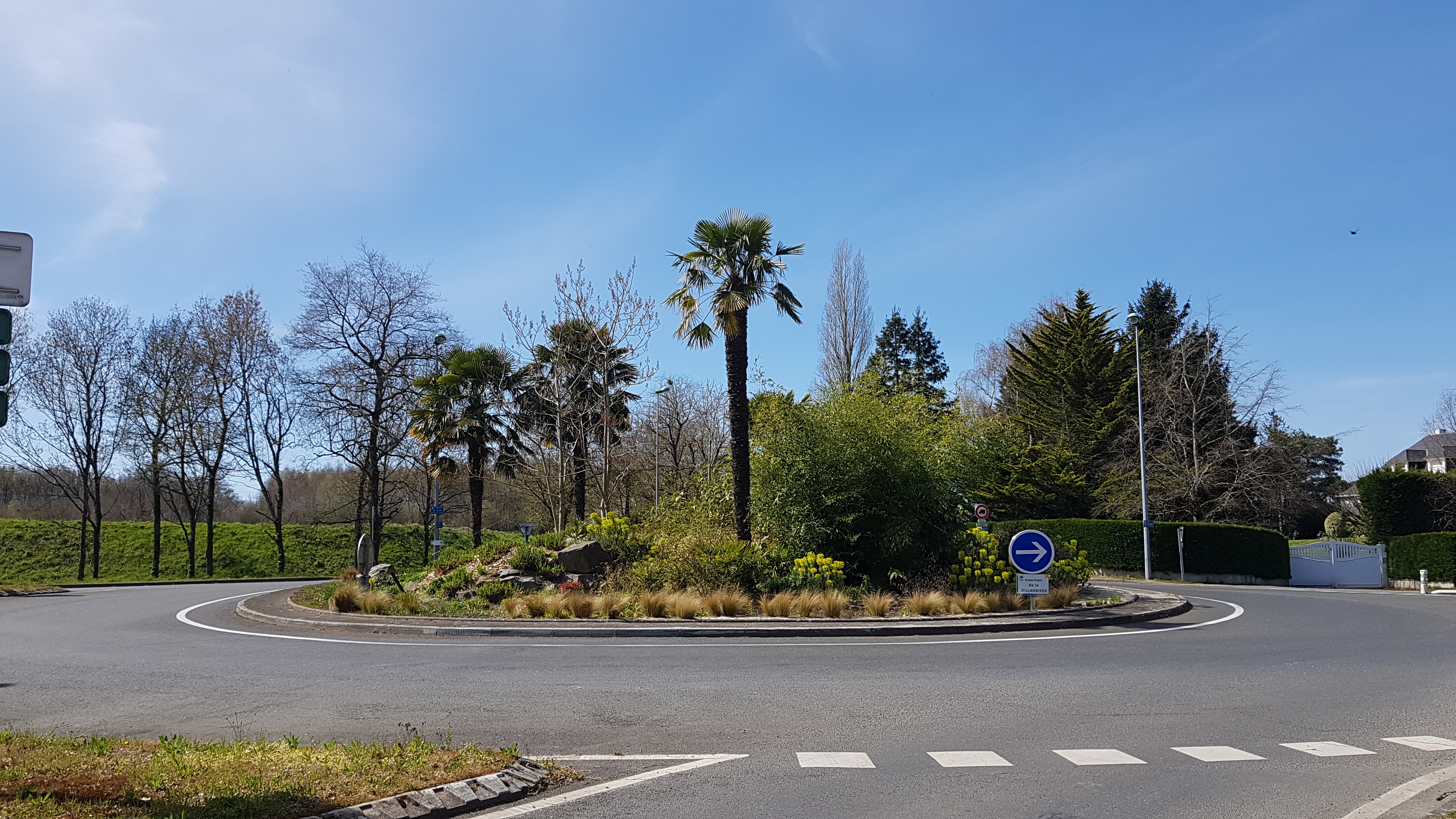
比亚尔迪耶尔环岛

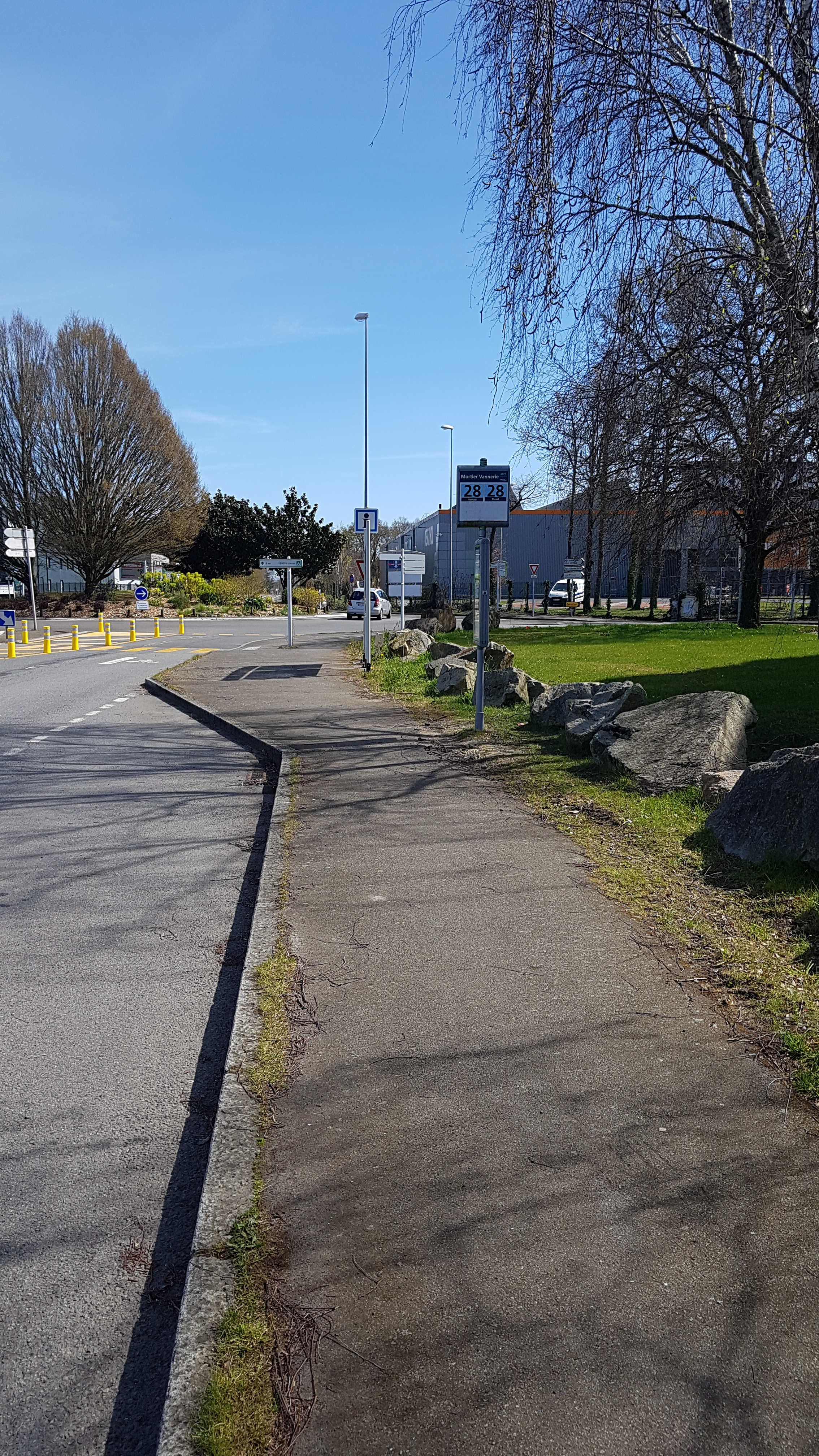
奥古斯特·普里乌大街的人行道

### 教育
韦尔图属于南特学区。截至2021年1月1日，韦尔图境内共有5所幼儿园、6所小学和3所初级中学。 2021至2022学年度，韦尔图境内共有在校中等教育阶段学生2,219名。

### 医疗
截至2021年1月1日，韦尔图境内共有全科医生20名、保健师41名、牙医16名、护士18名、皮肤科医生2名、助产士4名和儿科医生2名。境内共有药房7家、养老院2家、残疾人帮扶中心8家。
“塞夫勒-卢瓦尔中心医院”（Centre Hospitalier Sèvre et Loire）是法国的一个区域性医疗机构，其主病区医院韦尔图市区西北部，设有床位242个。
韦尔图距离南特大学中心医院主病区圣雅克医院的正常车程大约12分钟，该院设有床位970个，是大西洋卢瓦尔省内规模最大的公立综合性医院。

### 住房
2020年，韦尔图境内共有各类住房11,817套，其中76.2%为独立式住宅，23.5%为集中式住宅。常住房屋占韦尔图市镇范围内居民建筑总量的94.4%。
在住房保障政策方面，2022年，韦尔图境内共有1,190户家庭获得了住房经济补助，受益人数占总人口数量的4.6%，其中1,158份为房租补助。

### 商业
2021年，韦尔图境内共有各类实体商铺426家，其中餐厅43家、大型超市5家、杂货店2家、面包房10家、肉铺3家、书店5家、装饰品店3家、银行门店13家、美容美发店38家、汽车维修店16家。韦尔图镇中心建有一家Super U超市，市区西北部有一家迪卡侬商场，与韦尔图北侧一街之隔的下古莱讷境内建有南极商业中心（Centre commercial Pôle Sud）。

### 体育
2021年，韦尔图境内共有1家游泳池、4间体育馆、2座综合体育场、13处网球场、1处马术场、6处足球或橄榄球场、2处篮球或排球场以及1处高尔夫球场。
截至2024年2月，韦尔图境内共有五家注册足球俱乐部。韦尔图圣安娜体育会（编号509217）是当地的代表性足球队，成立于1944年，其主队2024至2025赛季参加法国全国丙组联赛（法国第五级别），其主场为吉勒·布洛球场（Stade Gilles-Blot）；韦尔图足球运动之星（Etoile Sportive de Vertou Foot，编号581361）成立于2015年，其主队2023至2024赛季参加大西洋卢瓦尔省足球联赛甲组（法国第九级别），其主场为雷蒙·迪朗球场（Stade Raymont Durand）。

### 环境
韦尔图的环境事务由其所属的南特都会区联合各级政府协调负责。2021年，韦尔图境内暂无污染企业。

### 治安
2021年，韦尔图市镇范围内有1处宪兵队。
2023年，韦尔图市镇范围内累计记录各类案件830起，其中盗窃类案件461起，人身侵犯类案件164起，毒品交易类案件32起。

## 文化

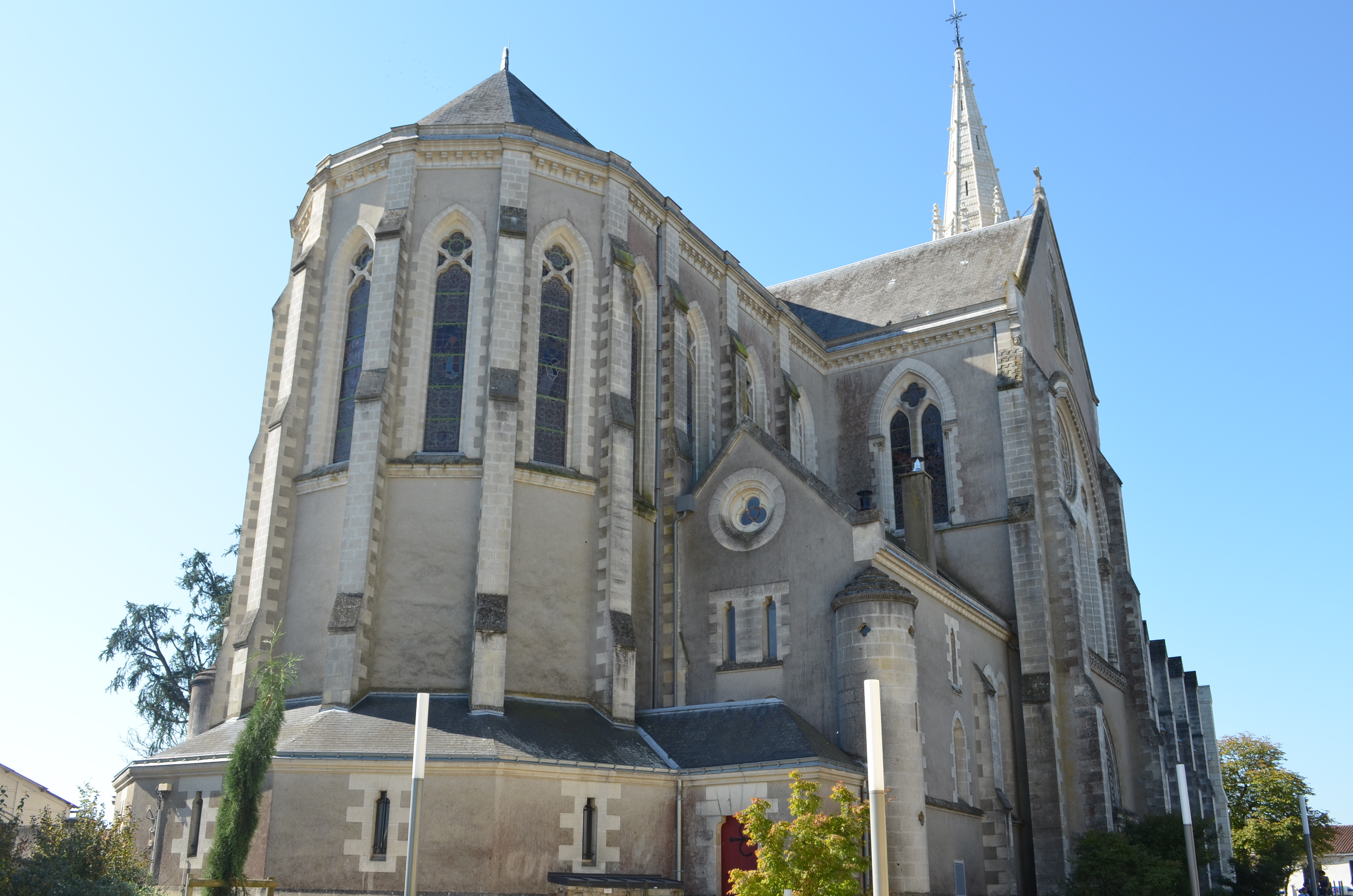
圣马丁教堂

2021年，韦尔图境内共有1家电影院。韦尔图境内建有自由通道多媒体中心（Médiathèque Libre cour），每周一、二、三、五、六向公众开放；另有博图尔图书馆（Bibliothèque de Beautour），每周二、三、五向公众开放。

### 建筑
韦尔图境内有多处历史建筑，其中圣马丁修道院等为法国国家文物保护单位，韦尔图圣马丁教堂是当地的地标性建筑物。

### 旅游
韦尔图的旅游事务由其所属的南特都会区联合各级政府协调负责。2023年，韦尔图境内共有3家酒店共计56间房间。

### 媒体
法国主要的媒体均可在韦尔图接收，法国电视三台下属的卢瓦尔河地区大区频道在部分时段播出韦尔图所在大西洋卢瓦尔省的地方新闻。《大洋报》（隶属于《法国西部报》）、蓝色法兰西卢瓦尔大洋广播、云雀广播、南特电视台等是当地主要的地方性媒体。

## 相关人物
法国将军马里-阿尔方斯·伯多出生于韦尔图。

## 友好城市
截至2024年2月，韦尔图共与一座城市建立了友好城市关系：
- 瑞士 莫尔日